# Camille de Tournon-Simiane
Camille Philippe Casimir Marcellin, comte de Tournon-Simiane, né le 23 juin 1778, mort le 18 juin 1833, est un haut fonctionnaire français et un pair de France.

## Biographie

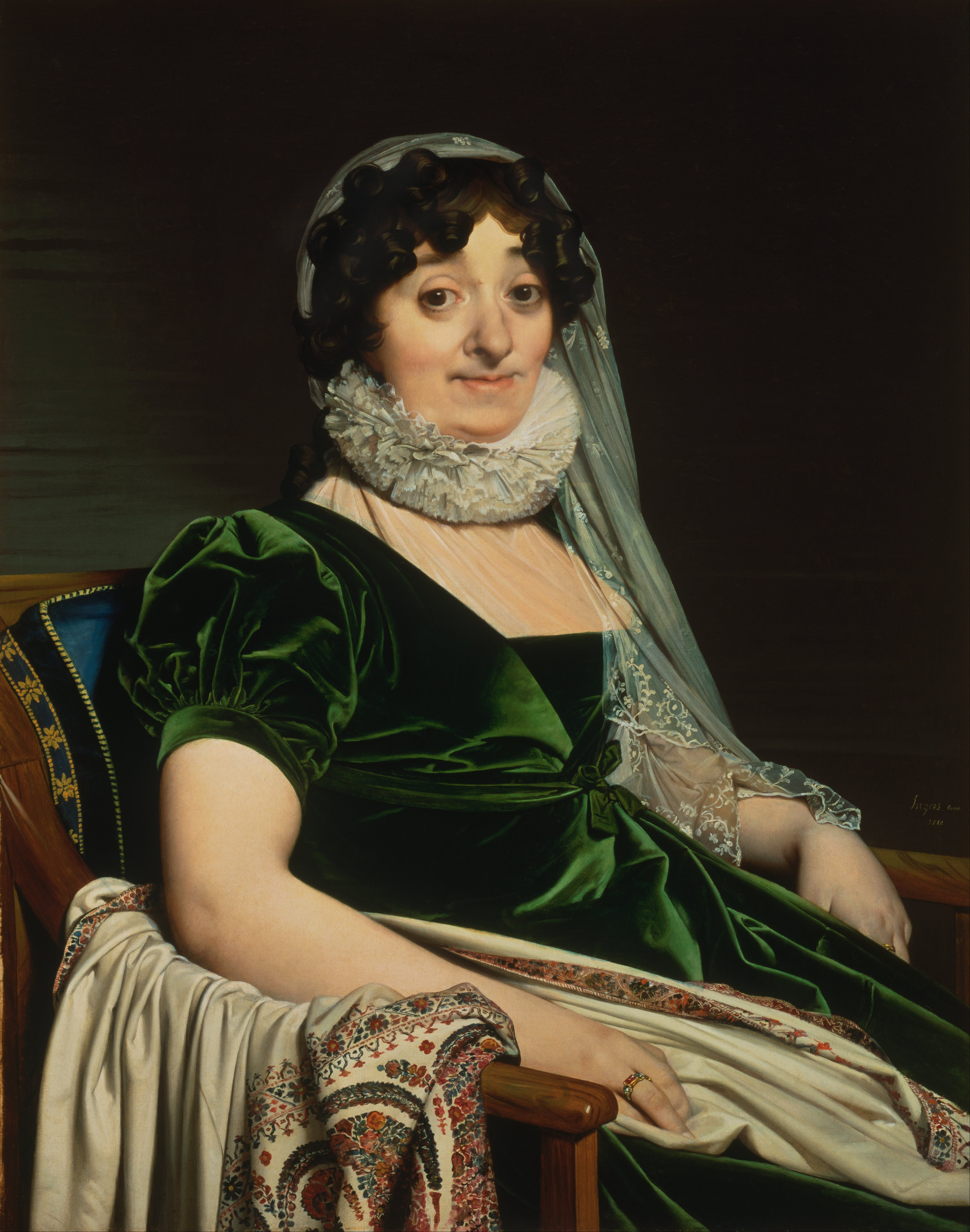
Portrait de la comtesse de Tournon
Ingres, 1812
Philadelphia Museum of Art.

Né à Avignon et issu de l'ancienne maison des comtes de Tournon, il est sous Napoléon Ier intendant à Bayreuth, puis préfet du département de Rome, qu'il administre de 1809 à 1814. C'est pendant ce séjour qu'Ingres fit le portrait de sa mère.
Il devient sous la Restauration préfet de la Gironde (le 12 juillet 1815), puis du Rhône (le 9 janvier 1822), conseiller d'État, enfin pair de France (1824). 
Il publie en 1831 des Études statistiques sur Rome et les États romains, qui sont en grande partie l'histoire de son administration.
Succession directe actuelle: Monseigneur le Comte François de Chabannes de La Palice de Tournon. 

## Publications
- Études statistiques sur Rome et la partie occidentale des états romains, contenant une description topographique et des recherches sur la population, l'agriculture, les manufactures, le commerce, le gouvernement, les établissemens publics, et une notice sur les travaux exécutés par l'administration française, Paris, Treuttel et Würtz, 1831, 2 vol. (375 et 328 p.)

## Expositions
- « Camille de Tournon, le préfet de la Rome napoléonienne, 1809–1814 », Boulogne-Billancourt, bibliothèque Marmottan, 3 octobre 2001 – 26 janvier 2002[4]

### Iconographie
- 1838 - Buste par Jean-François Legendre-Héral